# Heliga svampen

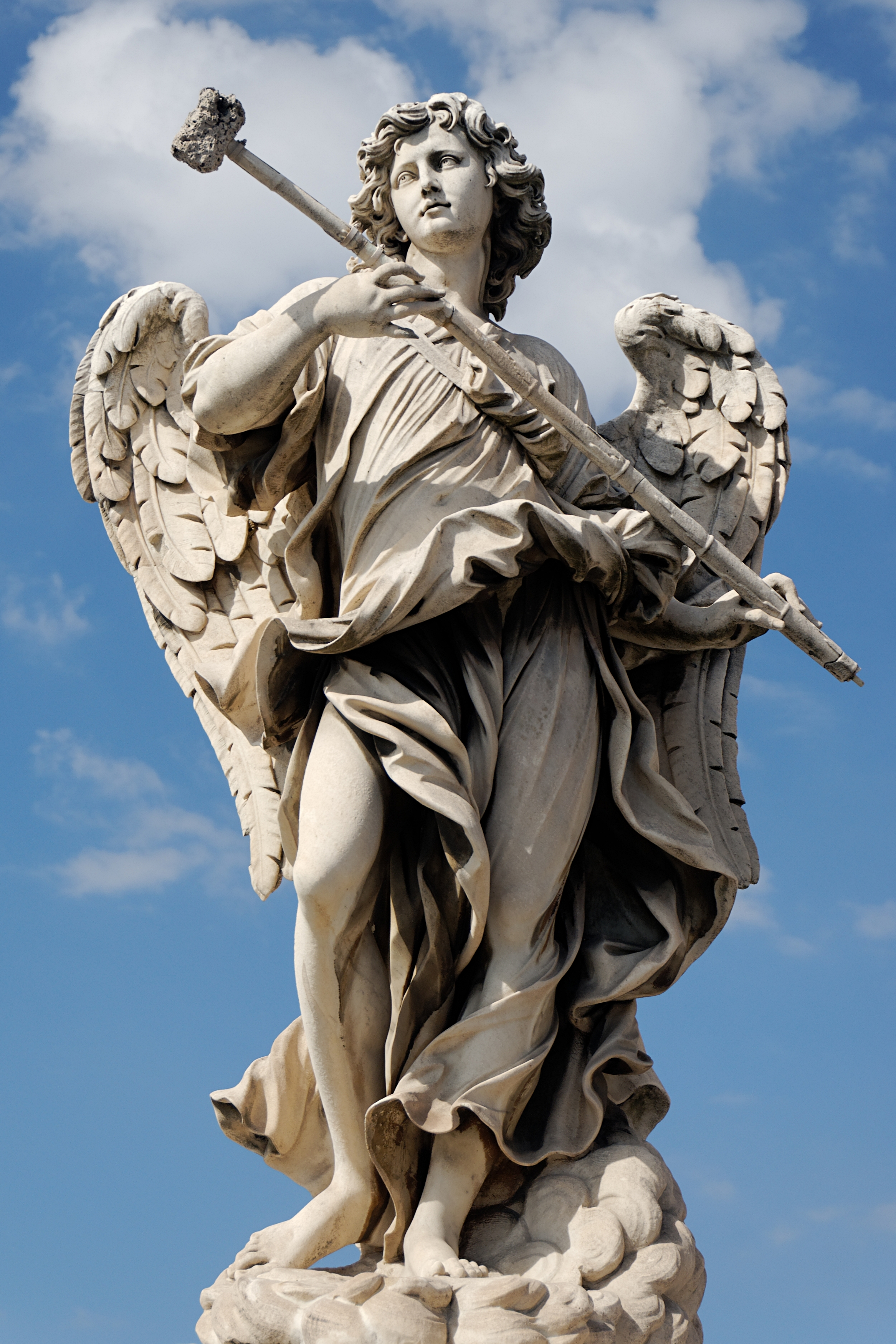
Ängeln med svampen, skulptur utförd av Antonio Giorgetti. Ponte Sant'Angelo i Rom.

Den heliga svampen är ett av föremålen ur passionshistorien. Enligt evangelierna doppade soldaterna som bevakade Jesu korsfästelse en tvättsvamp i ett kärl med surt vin. Den placerades sedan på en isopstjälk och sträcktes upp till Jesus under förevändning att han skulle få något att dricka. Det finns beskrivet i Matteusevangeliet 27:48, Markusevangeliet 15:36 och Johannesevangeliet 19:29.
Enligt en kristen tradition, berättad av Sokrates Scholastikos, fann Konstantin den stores mor, Helena, svampen. Därtill fann hon bland annat det sanna korset på ett mirakulöst sätt under en resa till det heliga landet. Flera kyrkor gör anspråk på och vördar bitar av svampen som första klassens reliker, bland annat Santa Croce in Gerusalemme, San Giovanni in Laterano, Santa Maria Maggiore, Santa Maria in Trastevere och Santa Maria in Campitelli i Rom.
Enligt en annan tradition togs den av Nicetas, exark av Afrika, från Palestina till Konstantinopel år 612. Den ska sedan ha köpts av Ludvig IX av Frankrike, bland andra reliker, för att förvaras i Sainte-Chapelle i Paris. Där blev den kvar fram till franska revolutionen då en del hamnade i Bibliothèque Nationale för att senare dyka upp i Notre-Dame de Paris. Delar av den påstås fortfarande finnas i kyrkan Saint-Jacques de Compiègne i Compiègne i norra Frankrike. Också Karl den store påstås ha kommit över en bit av svampen. Denna bit vördas i katedralen i Aachen.